# Dominique Struye de Swielande

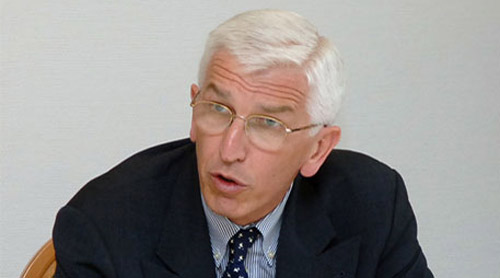
Dominique Struye de Swielande

Dominique Benoît Marie Hubert Ghislain baron Struye de Swielande (Gent, 10 juli 1947 – Sint-Lambrechts-Woluwe, 27 oktober 2015) was een Belgisch diplomaat.

## Levensloop
Struye de Swielande promoveerde tot doctor in de rechten aan de Katholieke Universiteit Leuven, tot master in de rechten aan University College London en tot gediplomeerde aan de London School of Economics. Aan de Rijksuniversiteit Gent behaalde hij ook een master in Europees recht.
Op 1 februari 1974 begon Struye aan zijn carrière als diplomaat. Hij was onder meer op post in verschillende landen, zoals (Oostenrijk, Nigeria, Zimbabwe Zaïre en de Verenigde Staten) actief als diplomaat.
Van 1984 tot 1987 was hij juridisch adviseur in het kabinet van Leo Tindemans, en van 1987 tot 1990 consul-generaal en plaatsvervangend permanent vertegenwoordiger bij de Verenigde Naties in Genève. In 1990 had hij de leiding over de Europese afdeling van het Belgisch ministerie van Buitenlandse Zaken, in 1991 en 1992 was hij stafchef in het kabinet van Mark Eyskens. Van 1992 tot 1994 was hij diplomatiek adviseur en plaatsvervangend stafchef van premier Jean-Luc Dehaene en in de periode 1994 en 1995 directeur-generaal in het ministerie van Buitenlandse Zaken.
In de periode 1995-96 stond Struye aan het hoofd van het kabinet van Reginald Moreels. Van 1997 tot 2002 was hij de Belgische ambassadeur in Duitsland. Van 2002 tot 2006 was hij permanent vertegenwoordiger van België bij de NAVO. Op 29 december 2006 werd hij ambassadeur van België in de Verenigde Staten. In februari 2009 begon hij aan zijn laatste buitenlandse opdracht, als ambassadeur in Congo. Van 2012 tot 2014 was hij diplomatiek raadgever van minister voor Defensie Pieter De Crem.
Op 17 september 2014 werd aan jhr. Struye de Swielande de persoonlijke adellijke titel van baron verleend. Dominique baron Struye de Swielande overleed in oktober 2015 op 68-jarige leeftijd.

## Privé
Struye was een kleinzoon van de Ieperse senator Félix Struye de Swielande, die in 1908 erfelijke adel verkreeg. Hij was een zoon van Pierre Struye de Swielande (1908-1984) en van Cecile de Brouwer (1911-1997). Pierre Struye was voorzitter van het hof van beroep in Gent.
Dominique Struye bleef vrijgezel.